# Frühjahrs-Giftlorchel
Die Frühjahrs-Giftlorchel (Gyromitra esculenta, syn. Helvella esculenta), kurz auch Frühjahrslorchel, Frühlorchel oder einfach Giftlorchel genannt, ist eine Art der Pilze aus der Familie der Giftlorchelverwandten. Sie ist in Europa und Nordamerika verbreitet. Allgemeine Kennzeichen sind der hirnartig gewundene Hut, der neben braunen auch rötliche Töne aufweist, der schmale, hohle Stiel, der an mehreren Punkten mit dem Hut verwachsen ist sowie die glatten Sporen ohne apikale Kalotten. Der Pilz ist stark giftig, wird aber in verschiedenen Regionen nach entsprechender Zubereitung als Speisepilz verwendet. Vergiftungen sind allerdings auch dann nicht auszuschließen.

## Merkmale

### Makroskopische Merkmale
Die Fruchtkörper der Frühjahrs-Giftlorchel werden 5 bis 12 cm hoch und 5 bis 15, manchmal 20 cm breit. Der Hut ist hirnartig gewunden und unregelmäßig abgeflacht geformt. Seine Färbung ist sehr variabel: er kann elfenbeinweiß, orange, gelbbraun, ockerbraun, rotbraun, dunkelbraun bis schwarzbraun sein. Die Wülste und der Rand des teilweise hohlen Hutes sind an mehreren Punkten mit dem Stiel verbunden. Der relativ kurze Stiel wird 3 bis 6 cm lang und 1,5 bis 3 cm dick. Er ist weiß bis alt blassgelblich-weiß gefärbt und die Oberfläche ist fein kleiig. Er ist starr und stark gefurcht. Innen ist er anfangs markig und später hohl und gekammert. Das Fleisch ist wachsartig und brüchig. Der Geruch ist angenehm pilzig, der Geschmack angenehm (aber der Pilz ist roh sehr giftig!). Das Sporenpulver ist cremefarben.

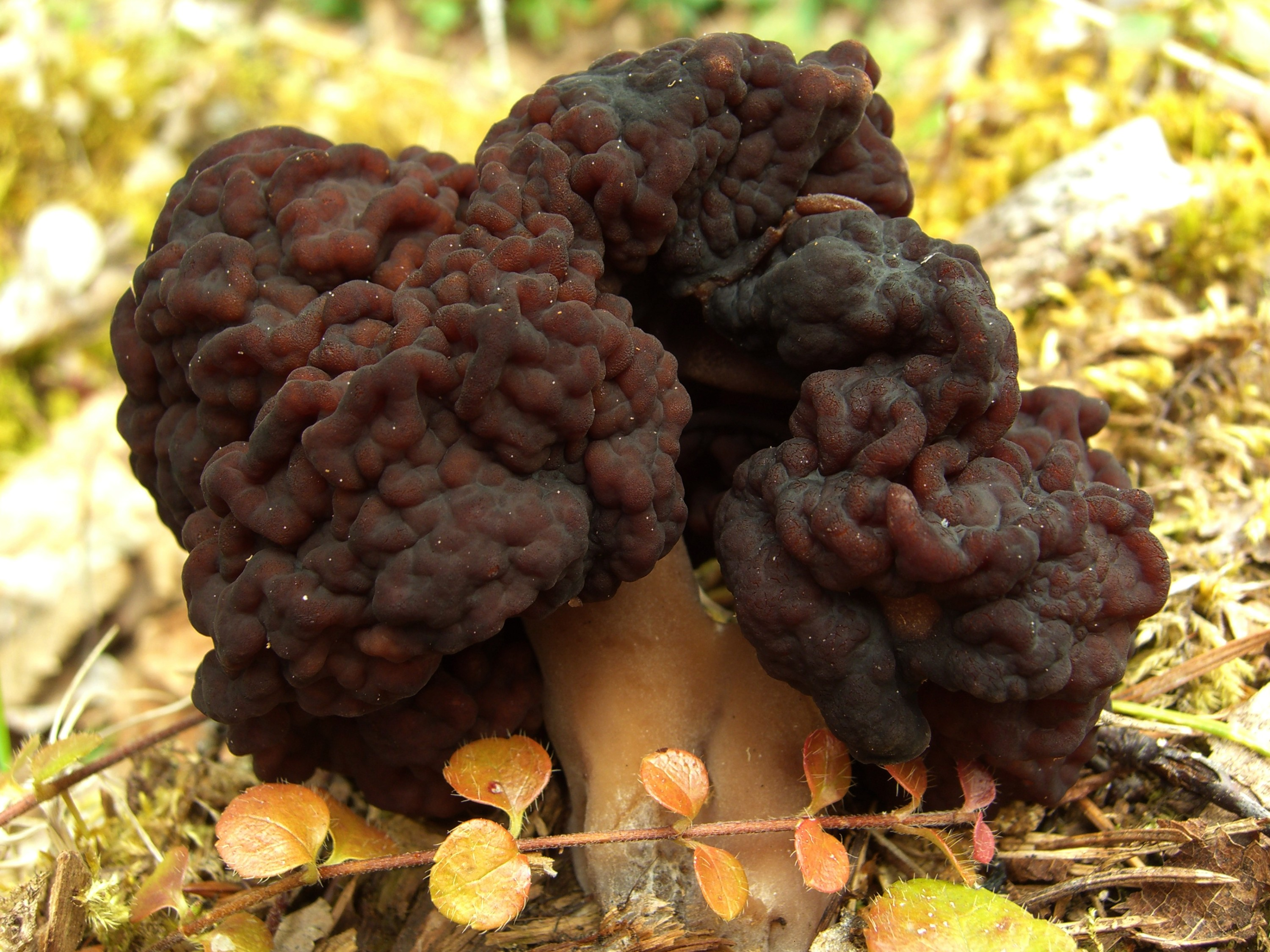
Exemplar mit dunklem Hut
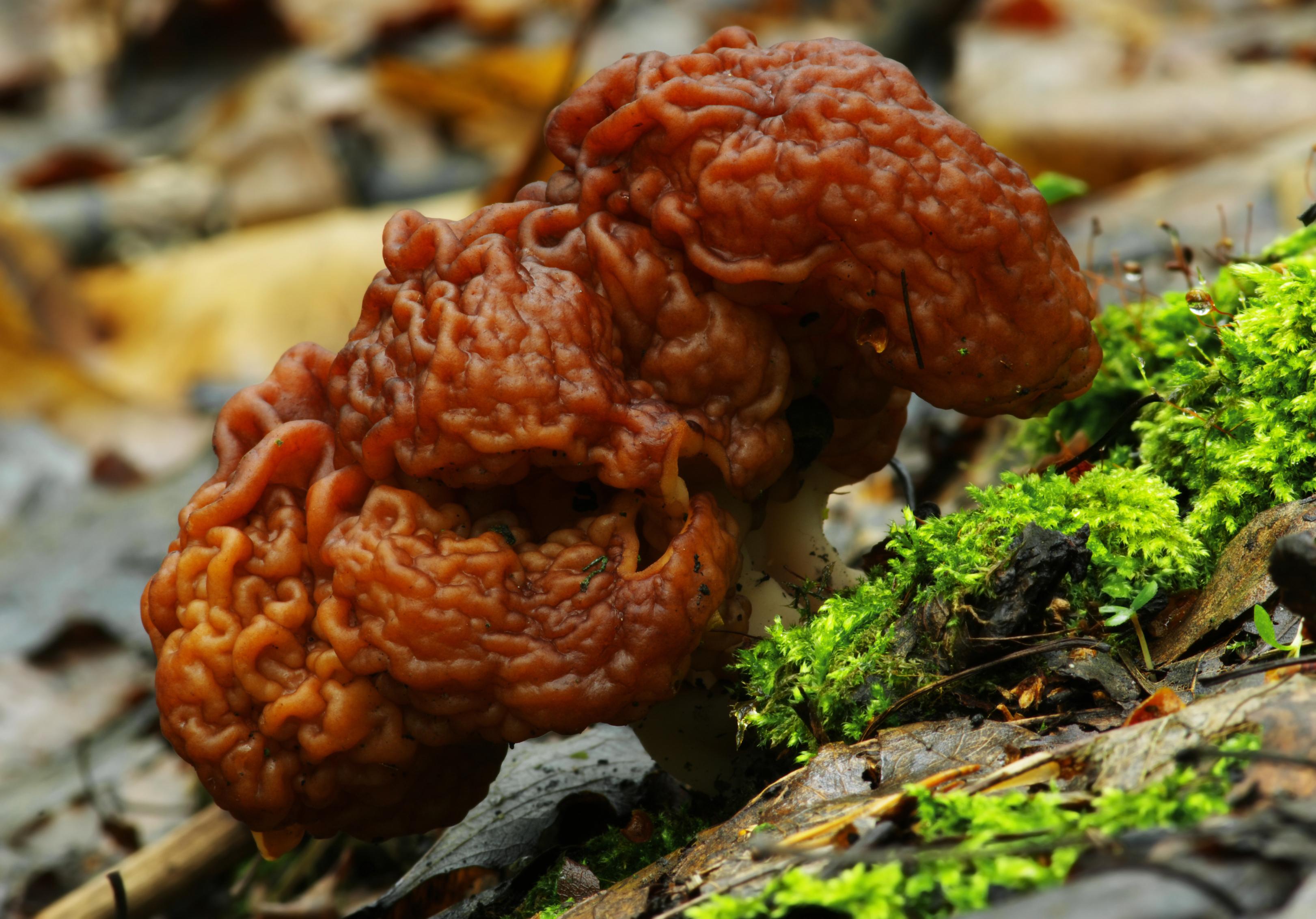
Exemplar mit hellem Hut
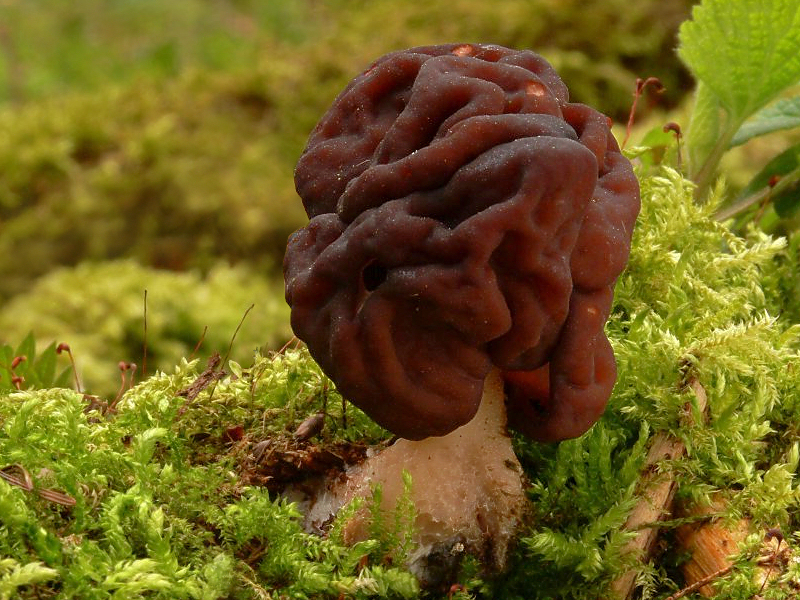
Junger Fruchtkörper

### Mikroskopische Merkmale

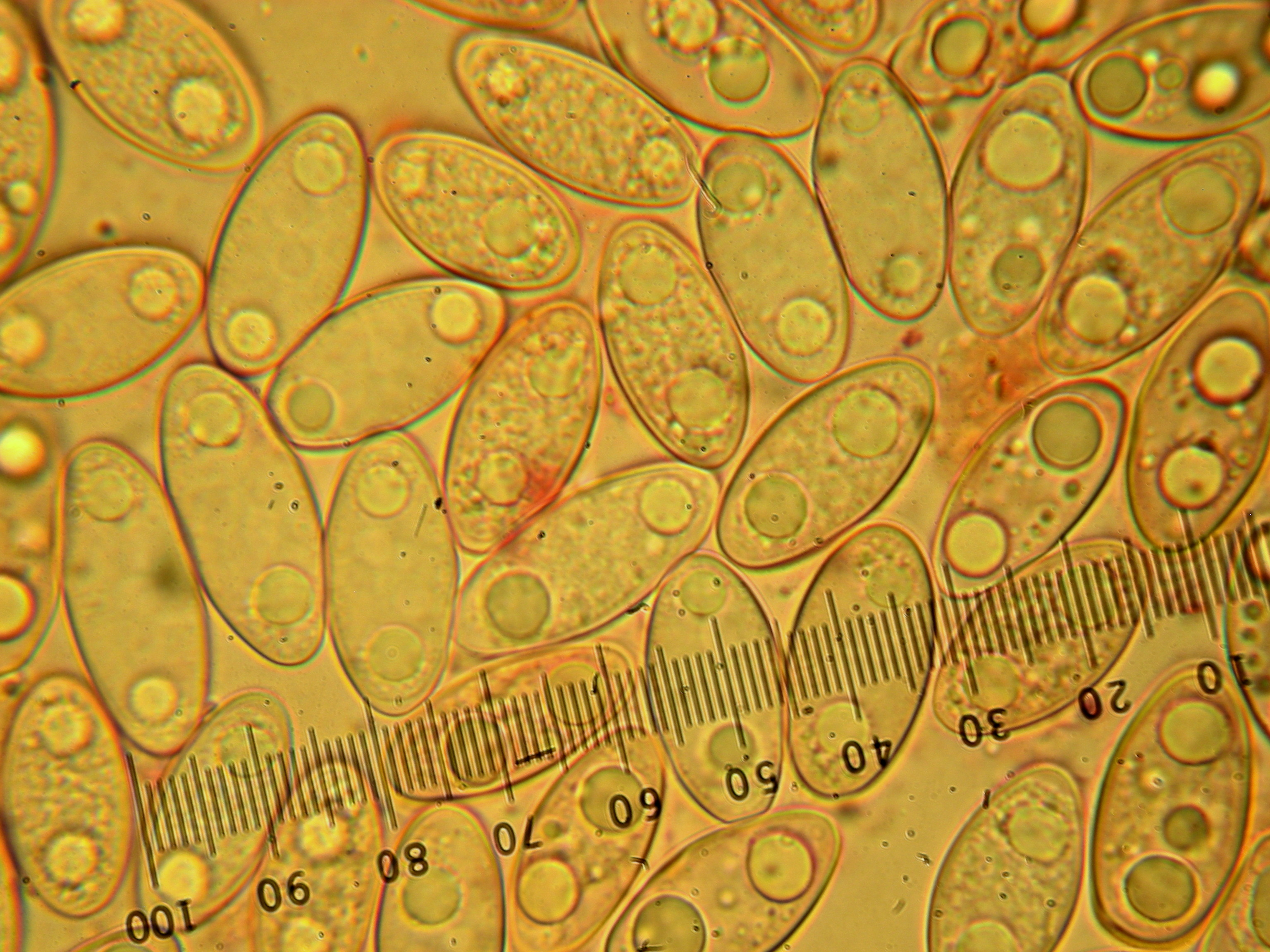
Sporen der Frühjahrs-Giftlorchel

Die Fruchtschicht (Hymenium) befindet sich auf der Oberfläche des Hutes. Die Sporen sind elliptisch, glatt, an den Enden breit abgerundet, ohne Anhängsel oder Kalotten und sind in der Größe sehr variabel: sie messen 18-20-27-29 × (8,5)-9-12,5(-13,5) µm. Sie sind farblos-hyalin und besitzen an beiden Enden je einen, seltener auch mehrere, gelblichen Öltropfen. Die Asci sind bis zu 350 µm lang und 15–20 µm breit. Sie sind inamyloid. In ihnen befinden sich jeweils 8 Sporen. Die Paraphysen sind zylindrisch geformt, verzweigt und an der Spitze keulig verdickt und so 6–8 µm breit.

## Artabgrenzung

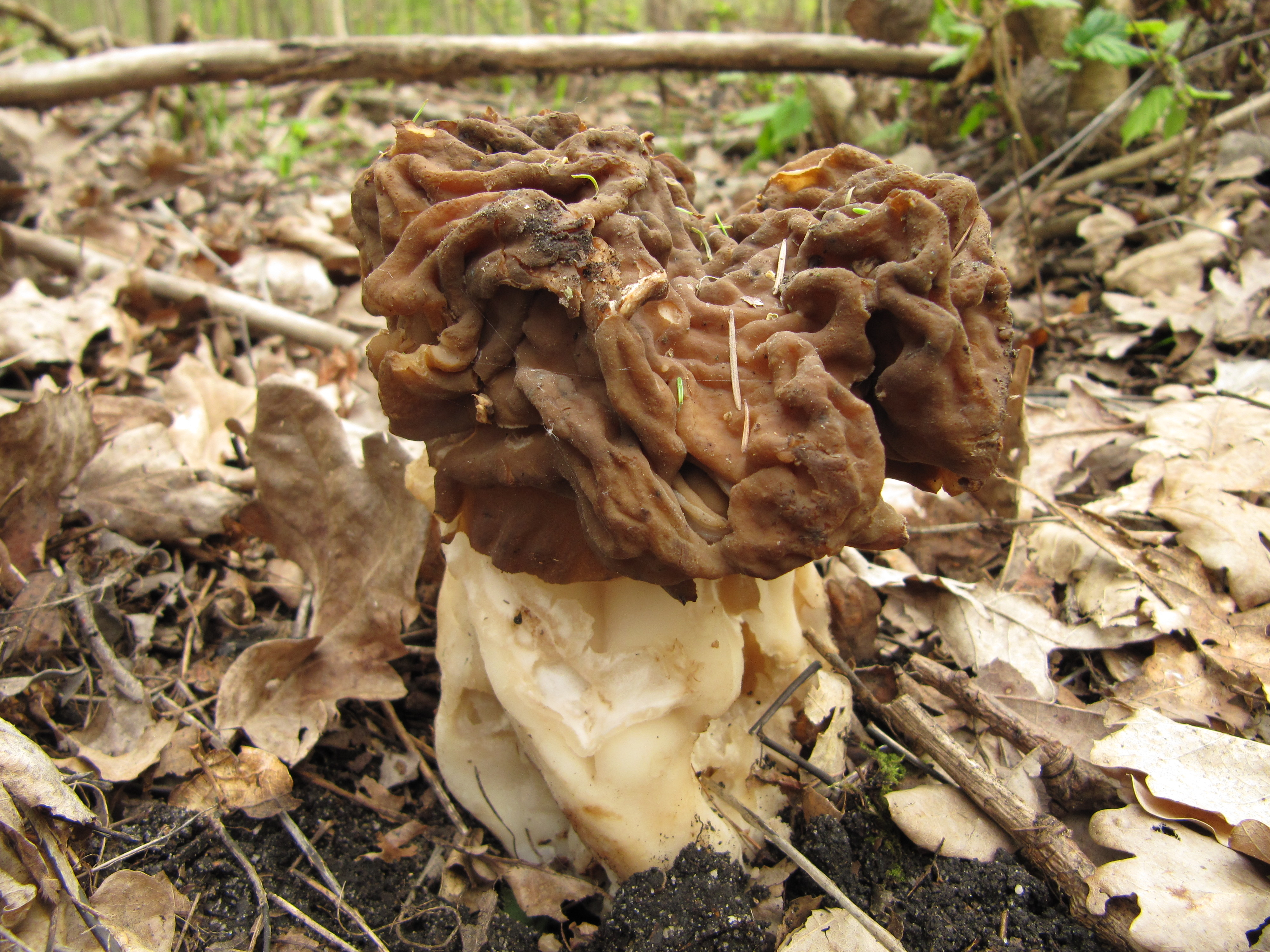
Besonders alte und gedunkelte Exemplare der Riesen-Lorchel können der Frühjahrs-Giftlorchel ähnlich sehen. Ihr Hut ist jedoch meist etwas anders geformt und der Stiel deutlich dicker.

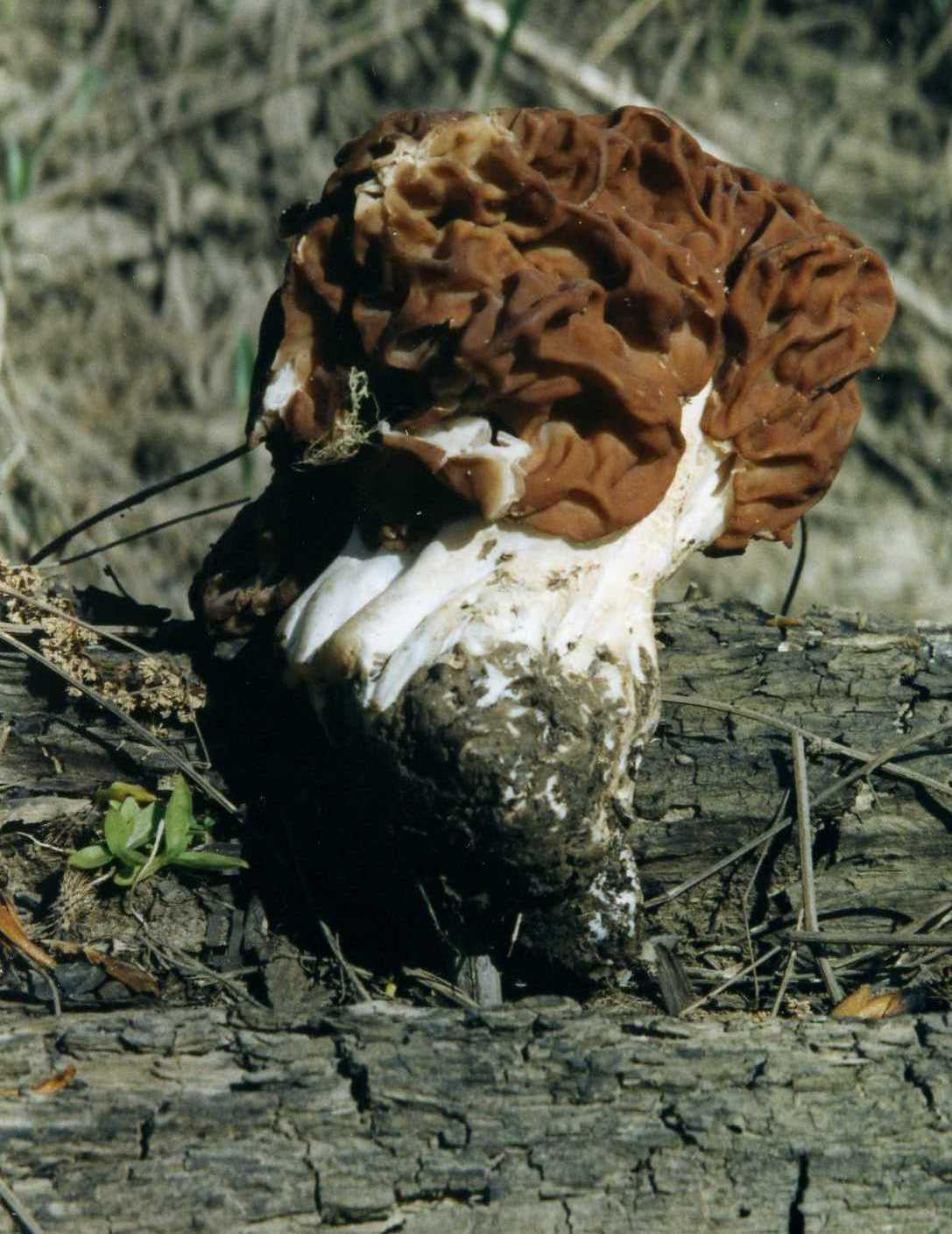
In Nordamerika ist die ähnliche Discina caroliniana zu finden.

Sehr ähnlich und vermutlich konspezifisch ist Gyromitra neuwirthii – sie soll sich nur durch einen etwas zierlicheren Habitus und das Vorkommen im Laubwald unterscheiden.
Gyromitra splendida ist rein makroskopisch nicht zu trennen, lässt sich aber im Mikroskop an den anders geformten, fusoiden Sporen mit kleinen, apikalen Anhängseln unterscheiden.
Pseudoverpa anthracobia (bisher nur aus Zypern nachgewiesen) kann auch täuschend ähnlich sehen, unterscheidet sich aber u. a. durch den verpelartigen, röhrig-hohlen Stiel, der nur an einem Punkt am Hut angewachsen ist und das Vorkommen auf Brandstellen.
Sehr ähnlich ist auch die aus Südeuropa bekannte Tasmanische Lorchel (Gyromitra tasmanica), zumal sie auch in Kiefernwäldern vorkommt. Ihr Hutrand ist aber nicht mit dem Stiel verwachsen und der kräftige Stiel zeigt braune, faserige Flecken auf weißem Grund. Mit dem Mikroskop ist eine Verwechslung auszuschließen, da ihre Sporen an den Enden apikale Kalotten aufweisen.
Eine Verwechslung mit kleinen oder dunklen Exemplaren der ebenfalls giftigen Riesen-Lorchel (Discina gigas) und der von dieser wiederum nur schwer unterscheidbaren Discina ticiniana ist ebenfalls möglich, jedoch ist der Hut beider Arten weniger stark gewunden und weist weniger eckige Auswüchse auf.
Gyromitra inflata unterscheidet sich durch einen mehr 2- bis 5-zipfeligen Hut und einen creme- bis lachsrötlichen, zur Basis hin blaulila getönten Stiel.
Die in Nordamerika verbreitete Discina caroliniana ist deutlich kräftiger, hat einen nicht hirnartig gewundenen, sondern nur faltigen Hut und ist mit dem Mikroskop auch an den genetzten Sporen mit mehreren apikalen Dornen leicht kenntlich. Schon makroskopisch sollte keine Verwechslung passieren. Bei Fundmeldungen aus Europa dürfte es sich aber um Verwechslungen mit der Zipfel-Lorchel (Discina fastigiata) handeln.
Verwechslungen sind auch mit der sehr seltenen Rundsporigen Lorchel (Pseudorhizina sphaerospora) möglich. Sie besitzt einen ebeneren, faltig verbogenen Hut, dessen Rand nicht am Stiel angewachsen ist und ihr Stiel zeigt deutliche Gelbtöne und ist an der Stielbasis oft rosa oder lila überhaucht. Die runden Sporen kennzeichnen die Art eindeutig. Dieser Art ähnelt Pseudorhizina  californica, die einen vergleichbar faltig-welligen Hut und ebenfalls runde Sporen besitzt.
Eine sehr entfernte Ähnlichkeit besitzt auch die Bischofsmütze (Paragyromitra infula). Sie hat jedoch einen lappigen, nicht hirnartig gewundenen Hut, oft mit nach oben gebogenen Falten und helleren Farben. Ihr Stiel ist ebener, faltig. Die Fruchtkörper erscheinen im Herbst.
Versehentlich wurde die Frühjahrs-Giftlorchel schon für die Speise-Morchel (Morchella esculenta) gehalten. Die Speise-Morchel hat aber keinen hirnartig gewundenen, sondern einen durch Längs- und Querleisten netzartig aufgeteilten Hut; die Struktur erinnert an Bienenwaben.

## Innere Systematik
Die Frühjahrsgiftlorchel wird in mehrere Varietäten und Formen unterschieden, so zum Beispiel:
- Gyromitra esculenta var. alba Pilát – Hut elfenbeinweiß[1]
- Gyromitra esculenta var. aurantiaca Benedix – Hut orange[3]
- Gyromitra esculenta var. bubaci (Velen.) J. Moravec – wie die var. esculenta, aber Sporen größer: 25–30 (35) × 10,5–12,5 μm[1]
- Gyromitra esculenta var. esculenta - Hut dunkel rotbraun bis schwarzbraun[1]
- Gyromitra esculenta var. fulva J. Moravec – Hut gelbbraun bis falb ockerbraun[1]
- Gyromitra esculenta f. rubiformis Klofac – Hut brombeerförmig, wenig gewunden und oft apikal zusammengedrückt[10]

## Ökologie und Phänologie
Die Frühjahrs-Giftlorchel ist in sandigen Kiefernwäldern, auf Kahlschlägen und in jungen Schonungen zu finden. Außerdem ist sie auf Deponien mit Holzabfällen oder in Straßengräben anzutreffen. Sie wächst dabei um Stümpfe, bei aufgehäufter Borke oder von Holzabfällen und unter Reisig. Durch gestörte Bodenverhältnisse wird das Wachstum offenbar begünstigt. Der Pilz lebt als Saprobiont, was durch das Isotopenverhältnis von 12C zu 13C und 14N zu 15N für die Gattung Gyromitra bestätigt wurde. Sie ist in der kollinen bis montanen Höhenstufe anzutreffen. Die Fruchtkörper werden recht früh im Jahr, von März bis Mai, mitunter bis Juni gebildet. Sie erscheinen damit meist einige Wochen vor den Morcheln und treten einzeln bis gesellig auf.

## Verbreitung
Die Frühjahrs-Giftlorchel ist in der Holarktis anzutreffen. In Nordamerika ist sie in den nördlichen Regionen und montanen Gebieten weit verbreitet. In Europa kommt sie in der Mitte und im Osten recht gleichmäßig vor, in den östlichen Bereichen möglicherweise etwas häufiger. In Mitteleuropa ist der Pilz lokal häufig und vor allem in den Sandgebieten des Flachlandes anzutreffen.

## Bedeutung

### Etymologie
Der lateinische Gattungsname leitet sich ab von gŷros und gr. mítra für „Kopfbinde“ oder „Mitra“. Er bezieht sich auf die mützenförmig ausladenden Hüte der Fruchtkörper. Der Artname von lat. ēsculentus bedeutet „essbar“ und entstand trotz ihrer potentiell tödlichen Toxizität durch die früher häufigere Verwendung – nach langem Auskochen und zwischenzeitlichem Austausch des Kochwassers – als Speisepilz. Die heute gebräuchlichen deutschsprachigen Bezeichnungen beziehen sich auf die frühe Erscheinungszeit im Jahr und den Giftgehalt der Fruchtkörper. Im englischsprachigen Raum wird der Pilz wie alle Arten der Giftlorcheln (Gyromitra) oft als false morel („Falsche Morchel“) bezeichnet. Der Name bezieht sich auf die Ähnlichkeit zu den echten Morcheln (Morchella).

### Giftwirkung

#### Allgemeine Eigenschaften
Durch den Verzehr der Frühjahrs-Giftlorchel können starke oder sogar tödliche Vergiftungen entstehen. Die dabei auftretenden Symptome werden als Gyromitra-Syndrom bezeichnet und sind jenen bei einer Vergiftung mit Knollenblätterpilzen (Phalloides-Syndrom) sehr ähnlich. Gemeinsamkeiten bestehen auch in der verhältnismäßig langen Latenzzeit und dem zweiphasigen Erscheinungsverlauf der Symptome. Es treten Schädigungen der Leber, Funktionsstörungen der Nieren, eine Zersetzung der roten Blutkörperchen (Hämolyse) und Beeinträchtigungen des Zentralnervensystems auf. Möglicherweise sind zusätzlich allergische Reaktionen bei der Vergiftung beteiligt. Die Art der Vergiftung lässt sich durch eine Beschreibung des Aussehens der Fruchtkörper und die Erscheinungszeit eingrenzen.
Der Verzehr roher oder ungenügend erhitzter Fruchtkörper führt zu schweren Vergiftungen. Bei der Zubereitung der Pilze werden diese mehrmals, üblicherweise zweimal, abgekocht und das Kochwasser weggegossen. Sogar die dabei entstehenden Dämpfe sollten nicht eingeatmet werden, da auch diese zu Vergiftungen führen können. Aus diesem Grund kann es vorkommen, dass ein Koch, der die Pilze zubereitet, sie selbst aber nicht verzehrt, eine Vergiftung erleidet, während Personen, die die Fruchtkörper verspeisen, anschließend keine Beschwerden haben. Als genießbar gelten auch gut getrocknete Fruchtkörper. Gyromitrin ist flüchtig und instabil, so dass es bei längerem Kochen und Trocknen entweicht. Vergiftungen treten dann nur selten und meist nach dem Verzehr großer Mengen auf. Dennoch sind schwere Vergiftungen nach dem Verzehr, insbesondere in Osteuropa, trotz entsprechender Behandlung bei der Zubereitung nicht selten. Aus diesem Grund wird die Frühjahrs-Giftlorchel im deutschsprachigen Raum als tödlich giftig eingestuft. Vergiftungen und auch tödliche Auswirkungen können beim Verzehr der Pilze nicht ausgeschlossen werden. Von dem Konsum ist daher bei allen Zubereitungsformen dringend abzuraten. Versuche mit Mäusen weisen zudem auf eine krebsfördernde Wirkung hin, mit der auch bei getrockneten Fruchtkörpern noch zu rechnen ist.
Der Pilz wird auch innerhalb einer Familie sehr unterschiedlich vertragen. So kann es zu Todesfällen kommen, während vergleichbare Mengen von anderen Personen ohne Beschwerden genossen werden können. Eine Ursache dafür sind möglicherweise auch variierende Mengen der Inhaltsstoffe der Fruchtkörper. Ein weiterer Grund kann auch eine ungleichmäßige Hitzeeinwirkung beim Kochen sein. Die sehr unterschiedlichen Folgen bei mehreren Personen, die etwa die gleiche Menge an Fruchtkörpern aufnehmen und derselben Person bei unterschiedlichen Mahlzeiten wird darin vermutet, dass die Menge an zubereiteten Pilzen, die keine Beschwerden hervorruft und die Menge, die eine tödliche Vergiftung zur Folge hat, sich nur sehr wenig unterscheiden. Darüber hinaus besteht die Vermutung, dass es nach dem Verzehr, auch entsprechend vorbehandelter Pilze, zur Bildung von Antikörpern kommt, die eine komplexe allergische Reaktion hervorrufen.

#### Verlauf
Je nach Menge und Zubereitungsart der Pilze sowie der körperlichen Verfassung des Konsumenten verlaufen die Vergiftungen leicht bis hin zu Todesfällen. Die Latenzzeit beträgt etwa 6 bis 12 Stunden, mitunter bis zu einem Tag. Zu Beginn stehen Mattigkeit, Völlegefühl und Übelkeit sowie Kopf- und Bauchschmerzen. Es folgen starkes Erbrechen und wässrige Durchfälle. Infolgedessen kommt es zu einer leichten Austrocknung (Exsikkose), Blutdruckabfall und Krämpfen. Die Symptome klingen normalerweise nach 2 bis 6 Tagen ab. Bei schwerer verlaufenden Vergiftungen können wie beim Phalloides-Syndrom eine Zeitlang keine Beschwerden auftreten. Im Anschluss wirkt sich die zunehmende Schädigung der Leber aus. Mitunter tritt eine Hämolyse auf. Darüber hinaus kann es zu Störungen des Zentralnervensystems kommen. Dadurch verursacht sind Unruhe, Erregungszustände, Delirium, laute Schreie, Muskelzuckungen, tonisch-klonische Krampfanfälle und Pupillenerweiterung möglich. In schweren Vergiftungsfällen tritt der Tod durch Kreislaufzusammenbruch und Atemstillstand im Koma ein – häufig bereits 3 bis 4 Tage nach dem Verzehr der Pilze.

#### Gegenmaßnahmen
Bis etwa 6 Stunden nach Aufnahme der Pilze ist eine Magen- und Darmentleerung mit anschließender Einnahme von Aktivkohle möglich. Diese bindet zurückgebliebene Giftrückstände. Der Wasserverlust und die damit einhergehenden Ausscheidungen von Elektrolyten werden durch Infusionen ausgeglichen. Unterstützend wirken die Zugabe von Vitamin B6 und Folsäure. Darüber hinaus erfolgt eine Behandlung der Leber. Eine Gabe von Beruhigungsmitteln kann die nervlichen Beeinträchtigungen mildern.

#### Auslöser von ALS
Eine Studie französischer und amerikanischer Wissenschaftler kam in einem 2021 veröffentlichten Beitrag nach jahrelangen epidemiologischen Untersuchungen eines Hotspots der amyotrophen Lateralsklerose (ALS) in den französischen Alpen zu dem Schluss, dass der wiederholte Verzehr von Giftlorcheln der wichtigste Risikofaktor für ALS in der Gemeinde sei. In dem nur etwa 200 Einwohner zählenden Montchavin war 2009 der damals neuen Dorfärztin eine auffällige Häufung von ALS aufgefallen. Zwischen 1990 und 2018 wurden insgesamt 14 Fälle von ALS dort diagnostiziert, gegenüber einer durchschnittlichen Inzidenz in Europa von etwa 3 Fällen pro 100.000 Einwohner und Jahr. Während ursprünglich fälschlicherweise hauptsächlich die Riesen-Lorchel (Discina gigas) verdächtigt wurde, für das vermehrte Auftreten der Erkrankung ursächlich zu sein, wurde 2024 nach einer erneuten Untersuchung der Proben deutlich, dass Gyromitra esculenta sowie die verwandte Gyromitra venenata die dafür verantwortlichen Arten sind.

#### Geschichte

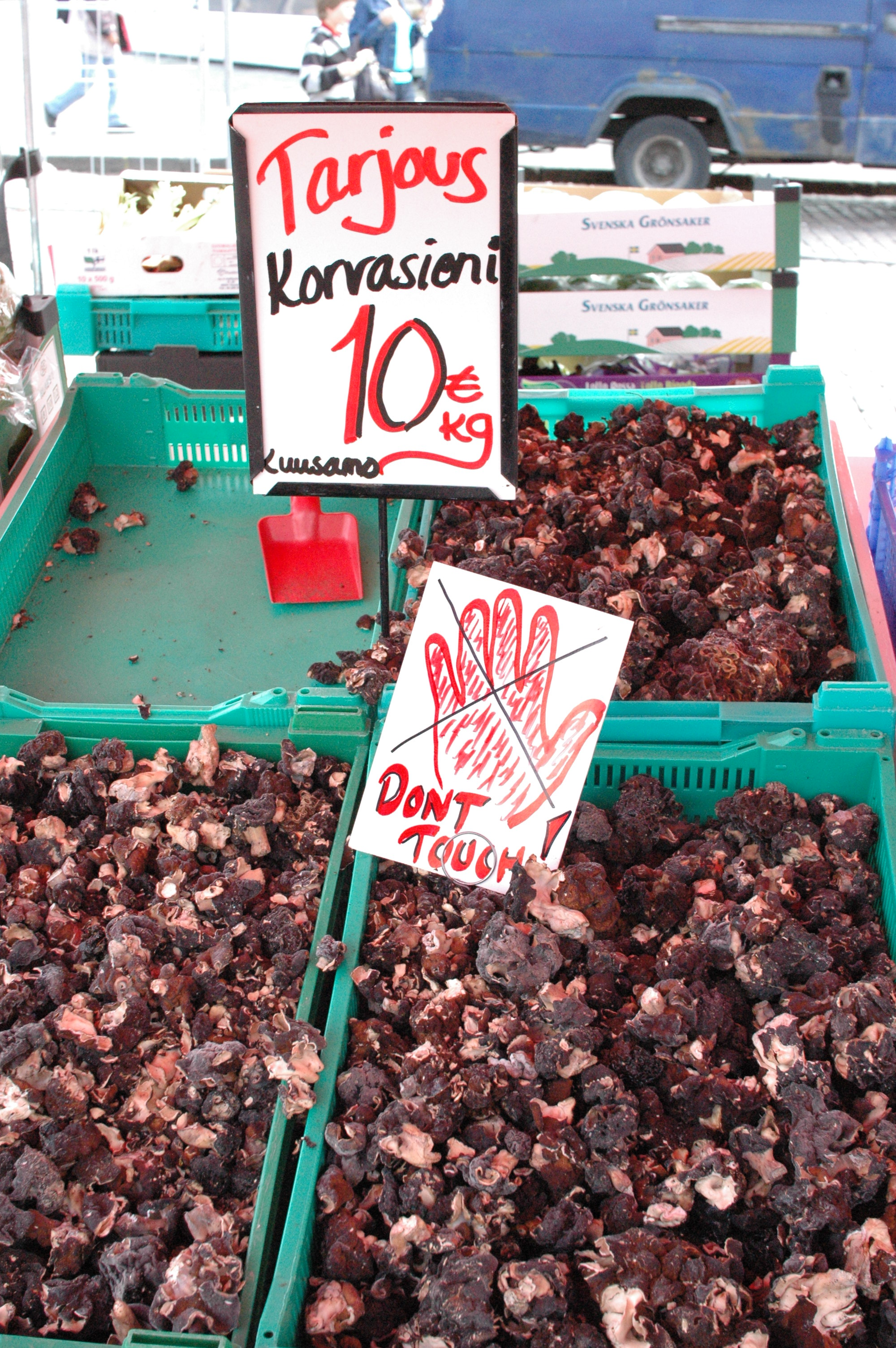
Frühjahrs-Giftlorcheln auf dem Markt in Helsinki

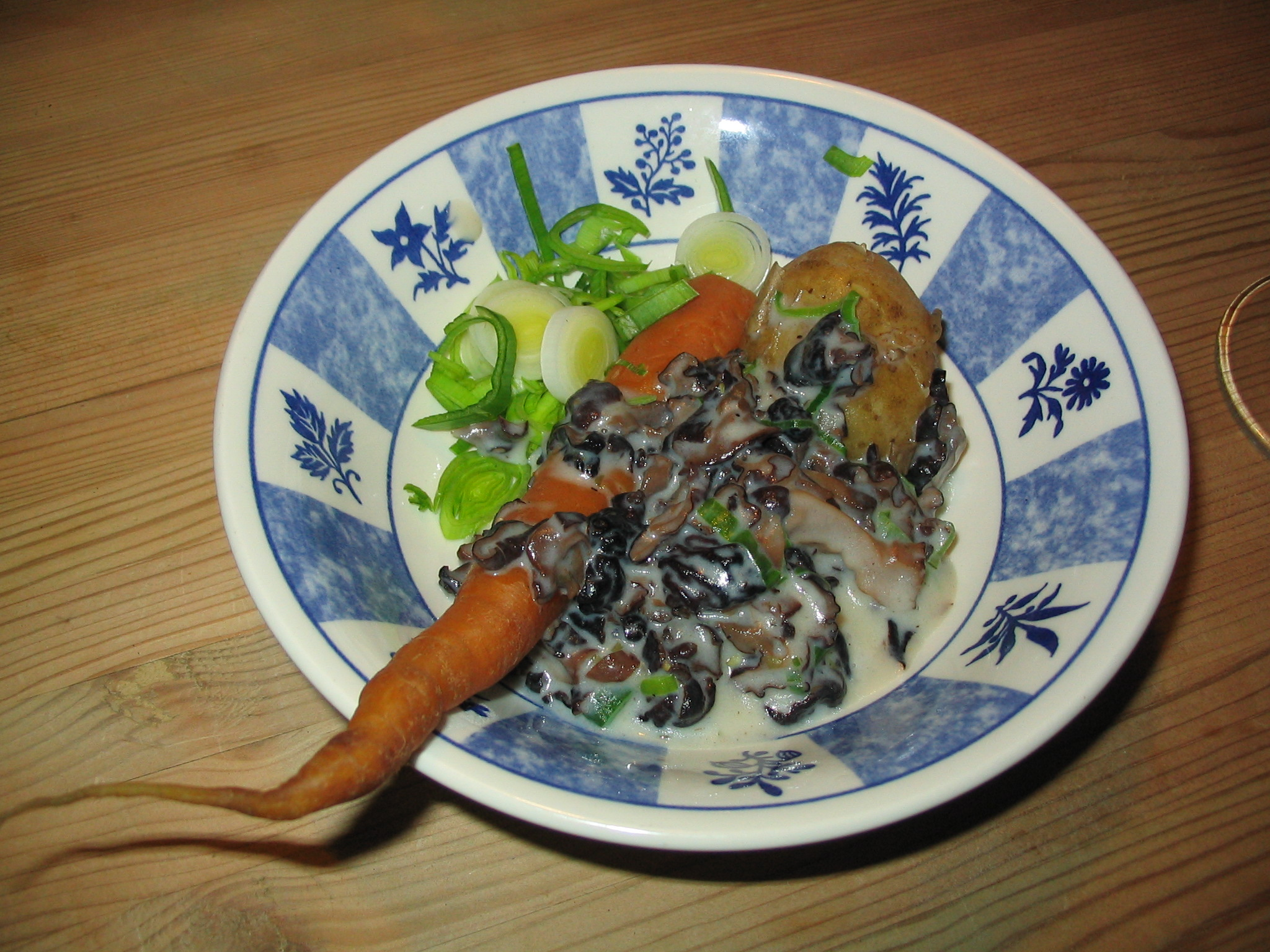
Zubereitete Frühjahrs-Giftlorcheln

Die Frühjahrs-Giftlorchel wurde lange Zeit nach entsprechender Vorbehandlung als Speisepilz verwendet. Daher rührt auch der lateinische Name der Art (esculenta = deutsch „essbar“). Zu Beginn des 20. Jahrhunderts wurden zum Beispiel auf dem Münchner Viktualienmarkt jährlich rund 1,5 Tonnen der Frühjahrs-Giftlorchel verkauft. Zu dieser Zeit wurden etwa 350 Tonnen dieses Pilzes aus Polen importiert. Trotz des umfangreichen Konsums kam es nur verhältnismäßig selten zu Vergiftungen.
Die Art und Weise der Giftwirkung war lange unklar. Nachdem mehrere Fälle von Krankheit bei der Arbeit mit Raketen auftraten, konnten diese auf den Treibstoff Monomethylhydrazin zurückgeführt werden. Die Symptome nach einer Vergiftung mit diesem Treibstoff ähneln jenen nach dem Verzehr von Giftlorcheln. Später wurde entdeckt, dass das in den Pilzen enthaltene Gyromitrin durch den Magensaft zu Monomethylhydrazin abgebaut wird. Somit wurden die flüchtigen und instabilen Eigenschaften der in der Frühjahrslorchel enthaltenen Giftstoffe erkannt, wodurch der Hintergrund der bei der Zubereitung ablaufenden Prozesse deutlich wurde.
Obwohl die Giftwirkung des Pilzes seit Langem bekannt ist, wird er aufgrund seines Aromas von einigen für den Verzehr sehr geschätzt. Bis heute wird die Frühjahrs-Giftlorchel beispielsweise in Finnland in großem Maße verzehrt. Allerdings entstehen in Osteuropa die Hälfte aller schweren Vergiftungen durch den Genuss dieses Pilzes, trotz entsprechender Vorbehandlung. In West- und Südeuropa sind Vergiftungsfälle durch die Frühjahrs-Giftlorchel heute selten, da sie dort weniger häufig vorkommt und vor dem Verzehr gewarnt wird. In Deutschland ist der Handel mit dem Pilz verboten. Aufgrund des offenbar guten Aromas wird inzwischen versucht, Pilzstämme mit möglichst geringem Gyromitringehalt zu finden und heranzuziehen.
Trotz eines gefährlichen Übersetzungsfehlers ist in Finnland ein Kochbuch mit einem Rezept für einen Lorchel-Kartoffelsalat jahrelang verkauft worden. Im Buch fehlte der Hinweis auf das zum gefahrlosen Genuss notwendige zweimalige Abkochen und Spülen des Pilzfleisches, weil es sich im englischsprachigen Original um einen Morchel-Kartoffelsalat gehandelt hatte.
Eine eigene Vergiftung schildert der Schriftsteller Hubert Fichte.

### Inhaltsstoffe

Der Inhaltsstoff Gyromitrin ist für die Giftwirkung der Frühjahrslorchel verantwortlich.

Ende des 19. Jahrhunderts wurde eine als „Helvellasäure“ bezeichnete ölige Substanz aus der Frühjahrs-Giftlorchel isoliert und für dessen Giftigkeit verantwortlich gemacht, was jedoch Ende der 1960er-Jahre widerlegt wurde. 1967 wurde der für Vergiftungen zuständige Stoff Gyromitrin von zwei deutschen Wissenschaftlern entdeckt. Es handelt sich dabei um das Hydrazinderivat N-Methyl-N-formylacetaldehydhydrazon. Die Giftwirkung wird außerdem durch dessen Abbauprodukte, vor allem das Methylhydrazin hervorgerufen.

Die letale Dosis für Gyromitrin beträgt beim Menschen etwa 20 bis 50 mg pro Kilogramm Körpergewicht. Die Giftigkeit von Methylhydrazin ist mit 5 bis 8 mg pro Kilogramm Körpergewicht höher. Bei Kindern sind die Dosen etwa halb so groß, für Gyromitrin 10 bis 30 mg pro Kilogramm Körpergewicht. Verschiedene Personen können sehr unterschiedlich auf bestimmte Mengen an Gyromitrin reagieren, wofür wahrscheinlich genetisch bedingte Stoffwechselunterschiede verantwortlich sind. Frühjahrs-Giftlorchel enthalten etwa 60 bis 320 mg Gyromitrin pro Kilogramm Frischpilz. 

Octenol prägt den Geschmack der Frühjahrslorchel.

 Die Angaben zum Gyromitringehalt in der älteren Literatur sind i. d. R. zu hoch, da zu dessen Ermittlung eine unspezifische Titrationsmethode angewandt wurde. Gut getrocknete Fruchtkörper weisen pro Kilogramm bis zu 3 mg Gyromitrin auf. Der Anteil an Methylhydrazin beträgt 0,1 bis 0,2 Prozent bei frisch getrockneten Pilzen und 0,03 Prozent nach 6 Monaten Lagerung. Monomethylhydrazin ist wasserlöslich und hat seinen Siedepunkt bei 87 °C. Es verflüchtigt sich beim Kochen zu etwa 99,5 Prozent durch Verdampfen.
Am Aroma der Frühjahrs-Giftlorchel wesentlich beteiligt ist die Verbindung 1-Octen-3-ol. In ihr wird die Ursache des besonderen Geschmacks des Pilzes vermutet.